# N'golo
Pour les articles homonymes, voir Ngolo.

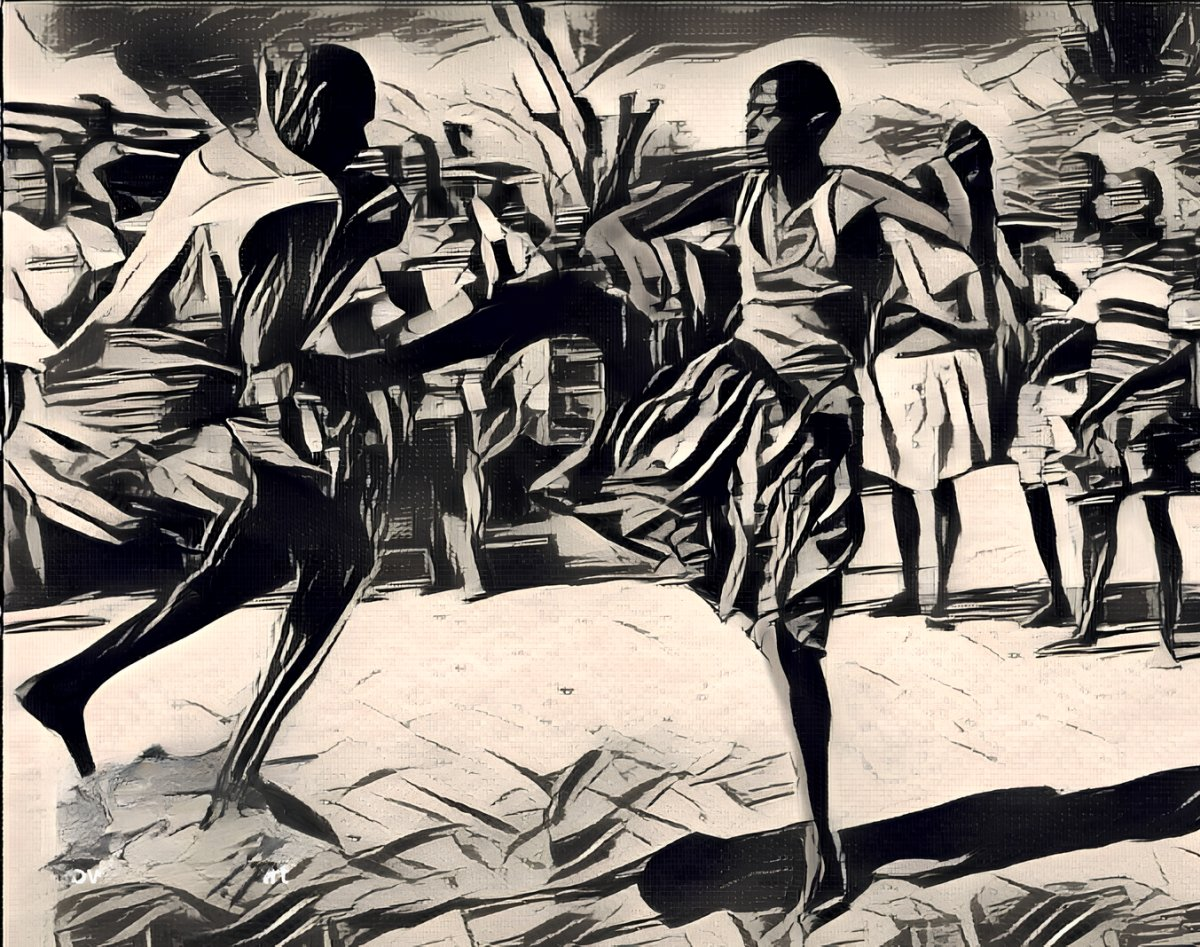
Coup de pied avant en engolo. Art basé sur les jeux d'engolo des années 2010 en Angola.

Le N'golo, (Ngolo sans apostrophe est l'orthographe correcte mais moins souvent utilisée en français) aussi connue sous le nom de danse du zèbre, est une danse de combat utilisée en Angola par les peuples bantous et mucupis.

## Origines
Cette danse se déroule pendant l'Efundala, fête de la puberté des jeunes filles, quand elles cessent d'être petites (muficuemas) et passent à la condition de femmes, prêtes au mariage et à la procréation. Le jeune vainqueur du N'golo à le droit de choisir son épouse entre les nouvelles initiées et sans payer la dot.
Deux hommes s'affrontent pour gagner le droit d'épouser la jeune fille. La danse du zèbre servait à déterminer lequel était le plus brave, donc celui qui pourrait le mieux s'occuper de la femme et qui méritait donc le plus le mariage. Pour gagner, il fallait faire tomber l'adversaire en se servant des mains et des pieds.
Les esclaves des tribus du sud qui partirent de l'entrepôt de Benguela emmenèrent la tradition de lutte de pied. Avec le temps, ce qui était en principe une tradition tribale allait se transformer en une arme d'attaque et de défense qui les aida à résister et à s'imposer dans un milieu hostile.
Les pires bandits de Benguela en général sont "muxilengues", ces derniers utilisent les pas du N'golo comme arme.
Le N'golo a été transporté au Brésil avec l’arrivée des esclaves noirs d’Afrique et d'Angola plus particulièrement, à la suite de la colonisation portugaise, et a évolué pour devenir la capoeira.[réf. nécessaire]